# 対馬孝且
対馬 孝且（つしま たかかつ、1925年3月10日 - 2012年2月7日）は、日本の政治家、参議院議員（3期、日本社会党）。長男はケアサービス創業者で日本医療大学理事長の対馬徳昭。

## 経歴
1925年（大正14年）北海道苫前郡初山別村豊岬生まれ。1937年（昭和12年）小樽市潮見台小学校入学。1939年（昭和14年）小樽市第一尋常高等小学校高等科卒業。1943年（昭和18年）大日本帝国陸軍に入隊し、月寒の歩兵第25連隊に配属。1945年（昭和20年）復員。
1946年（昭和21年）三井鉱山美唄鉱業所入社。1950年（昭和25年）同炭鉱労働組合書記長。1958年（昭和33年）日本炭鉱労働組合北海道地方本部事務局長。1963年（昭和38年）全北海道労働組合協議会事務局長。
1974年（昭和49年）第10回参議院議員通常選挙北海道選挙区（定数4）当選（7人中3位）。1980年（昭和55年）第12回参議院議員通常選挙再選（7人中3位）。1986年（昭和61年）7月8日-第14回参議院議員通常選挙当選（8人中1位）。同年7月。日本社会党参議院国会対策委員長。1991年（平成3年）日本社会党参議院議員会長。1992年（平成4年）9月功労議員表彰。
1995年（平成7年）春の叙勲で勲二等旭日重光章受章。
2012年（平成24年）2月7日、急性腎不全のため北海道札幌市の病院で死去、86歳。葬儀委員長は衆議院議長横路孝弘。死没日をもって正四位に叙される。

## 選挙歴
| 当落                        | 選挙                     | 施行日        | 選挙区       | 政党       | 得票数  | 得票率 | 得票順位 /候補者数 | 比例区 | 比例順位 /候補者数 |
| --------------------------- | ------------------------ | ------------- | ------------ | ---------- | ------- | ------ | ------------------ | ------ | ------------------ |
| 当                          | 第10回参議院議員通常選挙 | 1974年7月7日  | 北海道地方区 | 日本社会党 | 404,136 | 15.3   | 3/7                | -      | -                  |
| 当                          | 第12回参議院議員通常選挙 | 1980年6月22日 | 北海道地方区 | 日本社会党 | 431,770 | 15.2   | 3/7                | -      | -                  |
| 当                          | 第14回参議院議員通常選挙 | 1986年7月6日  | 北海道選挙区 | 日本社会党 | 640,834 | 22.6   | 1/8                | -      | -                  |
| 当選回数3回 （参議院議員3） |                          |               |              |            |         |        |                    |        |                    |

## その他
- 参議院議員在任中は秘書と唐沢俊一の実家の薬局によく訪れた[4]。